# Alchemilla fusicalyx
Alchemilla fusicalyx é uma espécie de rosácea do gênero Alchemilla, pertencente à família Rosaceae.